# Tatjana Schocher
Tatjana Schocher (ur. 19 maja 1979) – szwajcarska kolarka BMX, brązowa medalistka mistrzostw świata.

## Kariera
Największy sukces w karierze Tatjana Schocher osiągnęła w 1999 roku, kiedy zdobyła brązowy medal mistrzostw świata w kategorii elite podczas mistrzostw świata w Vallet. W zawodach tych wyprzedziły ją jedynie Francuzka Audrey Pichol oraz Dagmara Poláková ze Słowacji. Był to jedyny medal wywalczony przez Schocher na seniorskiej imprezie tej rangi. Blisko podium była na rozgrywanych dwa lata później mistrzostwach świata w Louisville, gdzie zajęła czwartą pozycję. W walce o brązowy medal lepsza okazała się Elodie Ajinça z Francji. Ponadto w 1996 roku Schocher była druga w kategorii juniorów na mistrzostwach w Brighton. Nigdy nie wystartowała na igrzyskach olimpijskich.